# Tour de France de 1933
O Tour de France 1933, foi a vigésima sétima versão da competição realizada entre os dias 27 de junho e 23 de julho de 1933.
Foi percorrida a distância de 4.395 km, sendo a prova dividida em 23 etapas. O vencedor alcançou uma velocidade média de 29.818 km / hora.
Participaram desta competição 80 cilistas, chegaram em Paris 40 ciclistas. Nesta edição foi incluida pela primeira vez o título Roi de la montagne (Rei da montanha), sendo que o primeiro vencedor desta especialidade foi o espanhol Vicente Trueba. Os cilistas no caso foram desafiados a subir a montanha da forma mais rápida

## Resultados

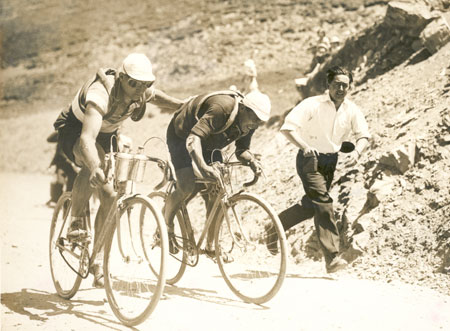
Georges Speicher ajuda André Leducq
Tour de France 1933.

### Classificação geral
| Posição | Nome               | País     | Tempo (Velocidade média)   |
| ------- | ------------------ | -------- | -------------------------- |
| 1       | Georges Speicher   | França   | 147h 51' 37" (29.818 km/h) |
| 2       | Learco Guerra      | Itália   | 4' 01"                     |
| 3       | Giuseppe Martano   | Itália   | 5' 08"                     |
| 4       | Georges Lemaire    | Bélgica  | 15' 45"                    |
| 5       | Maurice Archambaud | França   | 21' 22"                    |
| 6       | Vicente Trueba     | Espanha  | 27' 27"                    |
| 7       | Léon Level         | França   | 35' 19"                    |
| 8       | Antonin Magne      | França   | 36' 37"                    |
| 9       | Jean Aerts         | Bélgica  | 42' 53"                    |
| 10      | Kurt Stoepel       | Alemanha | 45' 28"                    |

### Etapas
| Etapa | Percurso                      | km  | Vencedor etapa     | Líder na classificação geral |
| 1ª    | Paris-Lille                   | 262 | Maurice Archambaud | Maurice Archambaud           |
| 2ª    | Lille-Charleville-Mézières    | 192 | Learco Guerra      | Maurice Archambaud           |
| 3ª    | Charleville-Mézières-Metz     | 166 | Alfons Schepers    | Maurice Archambaud           |
| 4ª    | Metz-Belfort                  | 220 | Jean Aerts         | Maurice Archambaud           |
| 5ª    | Belfort-Evian-les-Bains       | 293 | Léon Louyet        | Maurice Archambaud           |
| 6ª    | Evian-les-Bains-Aix-les-Bains | 207 | Learco Guerra      | Antonin Magne                |
| 7ª    | Aix-les-Bains-Grenoble        | 229 | Learco Guerra      | Maurice Archambaud           |
| 8ª    | Grenoble-Gap                  | 102 | Georges Speicher   | Maurice Archambaud           |
| 9ª    | Gap-Digne-les-Bains           | 227 | Georges Speicher   | Georges Lemaire              |
| 10ª   | Digne-les-Bains-Nice          | 156 | Fernand Cornez     | Georges Lemaire              |
| 11ª   | Nice-Cannes                   | 128 | Maurice Archambaud | Maurice Archambaud           |
| 12ª   | Cannes-Marselha               | 208 | Georges Speicher   | Georges Speicher             |
| 13ª   | Marselha-Montpellier          | 168 | André Leducq       | Georges Speicher             |
| 14ª   | Montpellier-Perpignan         | 177 | André Leducq       | Georges Speicher             |
| 15ª   | Perpignan-Ax-les-Thermes      | 158 | Jean Aerts         | Georges Speicher             |
| 16ª   | Ax-les-Thermes-Luchon         | 165 | Léon Louyet        | Georges Speicher             |
| 17ª   | Luchon-Tarbes                 | 91  | Jean Aerts         | Georges Speicher             |
| 18ª   | Tarbes-Pau                    | 172 | Learco Guerra      | Georges Speicher             |
| 19ª   | Pau-Bourdeaux                 | 233 | Jean Aerts         | Georges Speicher             |
| 20ª   | Bordeaux-La Rochelle          | 183 | Jean Aerts         | Georges Speicher             |
| 21ª   | La Rochelle-Rennes            | 266 | Jean Aerts         | Georges Speicher             |
| 22ª   | Rennes-Caen                   | 169 | René Le Grevès     | Georges Speicher             |
| 23ª   | Caen-Paris                    | 222 | Learco Guerra      | Georges Speicher             |

CR = Contra-relógio individual
CRE = Contra-relógio por equipes